# Hejdenstein

Herb w wersji pierwotnej

Herb zatwierdzony indygenatem w Rzeczypospolitej

Odmiana herbu

Heidenstein (Heidensztein, Heydensztejn) – niemiecki i pomorski herb szlachecki. Jedna z jego wersji została zatwierdzona w Rzeczypospolitej indygenatem.

## Opis herbu
Herb znany przynajmniej w trzech wersjach. Opisy zgodnie z klasycznymi regułami blazonowania:
Heidenstein (wersja pierwotna): Na tarczy dzielonej w słup pole prawe dwudzielne w skos lewy czarno-srebrne, pole lewe dwudzielne w skos srebrno-czarne. Klejnot: na hełmie w zawoju czarno-srebrnym dwa skrzydła złożone w lot, podzielone w słup i skosami, jak tarcza. Labry: czarne, podbite srebrem.
Heidenstein (Heidensztein, Heydensztejn): Na tarczy dzielonej w słup, w polu prawym, czarnym, dwa promienie srebrne w pas; w polu lewym, czarnym, skrzydło orle, srebrne Klejnot: nad hełmem w koronie trzy pióra strusie, z których środkowe – czarne. Labry: czarne, podbite srebrem. Józef Szymański blazonuje tę wersję herbu inaczej – strony herbu są zamienione, zaś w miejsce dwóch promieni są „trzy piramidy, czarna między srebrnymi”. Juliusz Karol Ostrowski opisuje w tej wersji herbu środkowe pióro w klejnocie jako czerwone.
Heidenstein odmienny: Na tarczy dzielonej w słup, w polu prawym, czerwonym, dwa promienie srebrne w pas; w polu lewym, złotym, skrzydło orle czarne. Klejnot: nad hełmem w koronie cztery pióra strusie, kolejno srebrne, czerwone, czarne, złote. Labry: z prawej czerwone, podbite srebrem, z lewej czarne podbite złotem.

## Najwcześniejsze wzmianki
Wersją pierwotną herbu tej pochodzącej z Frankonii rodziny była wersja opisywana jako pierwsza. Wzmiankuje ją herbarz Siebmachera z 1612 roku.
Herb w wersji ze skrzydłem orlim został zatwierdzony indygenatem w 1585 roku dla Reinholda i Konrada Heidensteinów. Według Józefa Szymańskiego miała miejsce nobilitacja.
Wersja określona jako Heidenstein odmienny znana jest z barwnego epitafium Reinholda Heidensteina i jego żony Ertmundy Konarskiej, datowanego na 1616-21 rok, w katedrze oliwskiej.

## Herbowni
Heidenstein (Heidensztein, Heydensztejn), także z drugim członem Sulęcki (Sulecki) lub Solecki (Solleski).

## Rodzina Heidenstein
Rodzina przybyła z Frankonii i osiadła w XV wieku w Prusach Książęcych. Pierwsi wzmiankowani w źródłach jej przedstawiciele to protestanci Bernhard i Otton Heidenstein zapisani w 1548 roku na uniwersytecie w Królewcu. Bernard miał pięcioro dzieci: Konrada, Krzysztofa, Jana, Reinholda i Urszulę. Spośród nich Reinhold i Konrad otrzymali w 1585 roku polski indygenat wraz z odmianą herbu. Reinhold Heidenstein przeszedł w 1591 roku na katolicyzm. Posiadał między innymi Sulęczyno, od którego jego potomkowie przybierali nazwisko Sulęcki (Sulecki) lub Solecki (Solleski), zachowując rodowe nazwisko jako pierwszy człon nazwiska dwuczłonowego. Syn Reinholda, Jan Reinhold, pełnił funkcję podkomorzego malborskiego (1658-66) i kasztelana gdańskiego (od 1666).